# Гурден

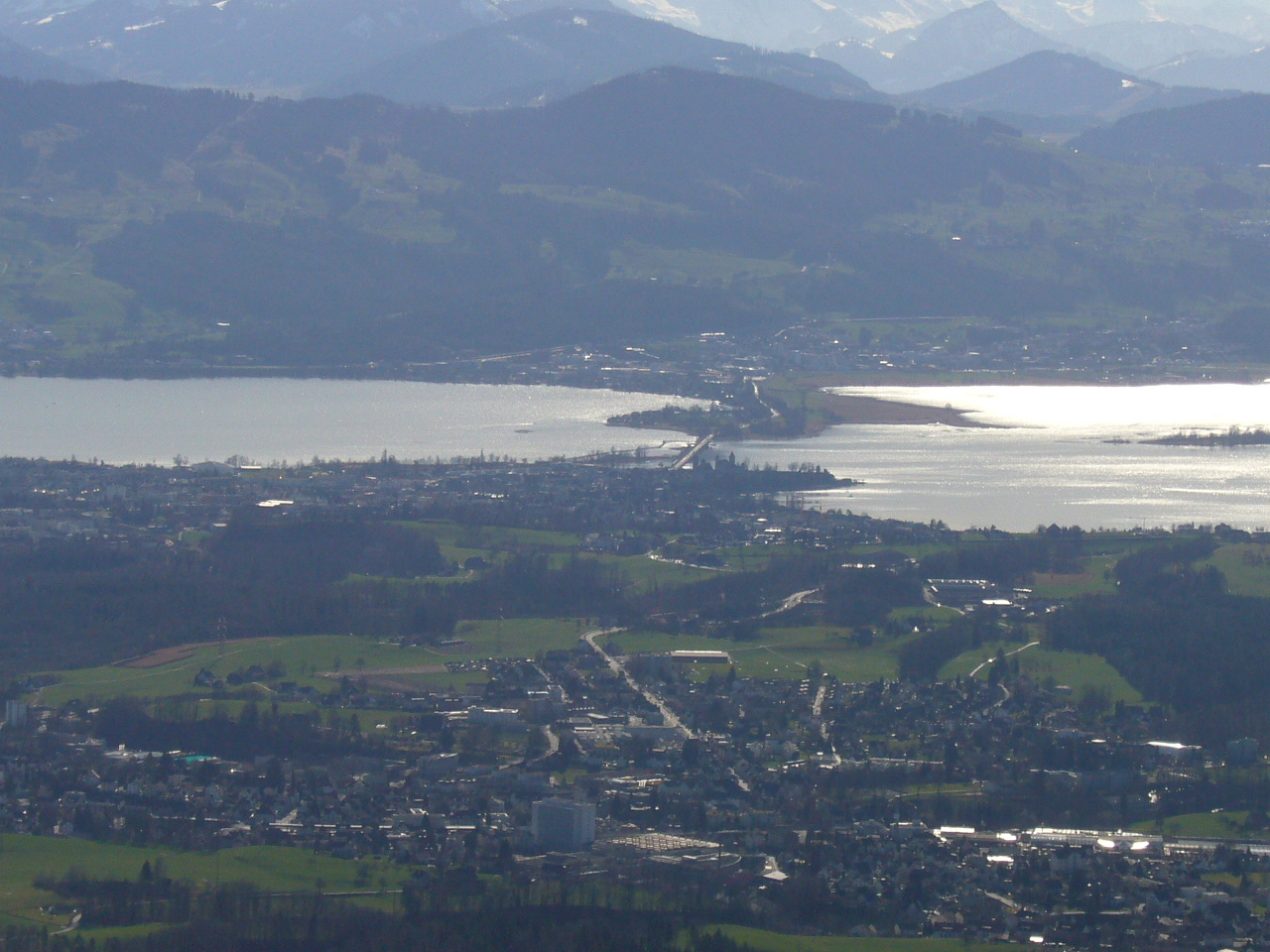
Міст Зеедам фон Рапперсвіл. Гурден лежить поблизу від моста

Гурден (нім. Hurden) — селище, розташоване у мальовничій місцевості швейцарської комуни Фраєнбах, що входить до складу кантона Швіц.
Населення — 268 осіб (станом на 31 грудня 2007).
Селище займає територію 1,31 км² на штучному півострові Зеедам фон Рапперсвіл (нім. Seedamm von Rapperswil) Цюрихського озера. На цьому півострові розташований міст, що пов'язує два береги озера і, відповідно, два кантони: Санкт-Галлен і Швіц.